# Johan Jakobsson
Johan Mikael Jakobsson (Göteborg, 12 febbraio 1987) è un ex pallamanista svedese.

## Palmarès
- Giochi olimpici

Londra 2012: argento.